# The Ultimate 11: SNK Football Championship
The Ultimate 11: SNK Football Championship, no Japão chamado de Tokuten Ou - Honoo no Libero, é o quarto Jogo eletrônico de futebol da série Super Sidekicks, da plataforma Neo Geo. Foi desenvolvido através de uma parceria entre a SNK com a Akai, e lançado em 1996, um ano depois de seu antecessor, Super Sidekicks 3: The Next Glory.
Os jogadores continuaram recebendo nomes fictícios, como Battle (Batistuta), Tully (Túlio Maravilha), Edmund (Edmundo), Ronalds (Ronaldo) e Carpenter (Caniggia). Os torneios regionais foram retirados e substituídos pela SNK Football Championship, onde se joga uma partida em cada região do mundo, você pode escolher qualquer adversário da região para enfrentar, e também pode escolher a região que quer visitar. A última região onde você jogar é a partida final. Se você for bom o suficiente e fizer muitos gols nos adversários, você pode enfrentar um time oculto chamado SNK Superstars, onde os jogadores são personagens dos jogos de luta da SNK. Não há mais a tabela de artilharia nesse jogo.